# Edmond Classen
Edmond Alphons Antoine Marie Classen (Arnhem, 16 mei 1938 – aldaar, 27 januari 2014) was een Nederlands acteur die vooral bekend was bij het grote publiek van rollen in Nederlandse komedieseries als Vrienden voor het leven, Het zonnetje in huis, Flodder en Oppassen!!!.
Hij speelde, door het succes van de serie Flodder, ook in de film Flodder 3 (1995) die gemaakt is tijdens het opnemen van seizoen drie. In 2000 kreeg hij de rol van een van de opa's in televisieserie Oppassen!!! na het overlijden van Coen Flink. Hij speelde het nieuwe personage Rogier van Cleeff. In 2003 stopte de serie.
Classen, vader van actrice Kiki Classen en Rogier Classen, overleed plotseling op maandag 27 januari 2014 op 75-jarige leeftijd in zijn woonplaats Arnhem.

## Filmografie
- Black Out (2012)
- Flikken Maastricht televisieserie - Dieter Groothuis (Afl. Ontspoord, 2011)
- Grijpstra & De Gier televisieserie - Arie Mutsaars (Afl., Eenzame hoogte, 2006)
- Sinterklaas en het Gevaar in de Vallei (2003) - Inspecteur Rond
- Bergen Binnen televisieserie - Rogier van Cleeff (Afl., De verhuizing en het afscheid, 2003)
- Oppassen!!! televisieserie - Prof. Dr. van Vlist-Voorthuizen (gastrol) - (Afl., Goed van vertrouwen, 1994) - Rogier van Cleeff (2000-2003)
- Lijmen/Het been (2000) - Hamers
- Toen was geluk heel gewoon televisieserie (2000) - bankier
- Flodder televisieserie - Wethouder (12 afl, 1993-1999)
- SamSam televisieserie - Stem rechercheur (Afl., Undercover met koffer, 1997)
- 12 steden, 13 ongelukken televisieserie - Wim (Afl., Spiegelbeeld (Hoofddorp), 1997)
- Flodder 3 (1995) - Wethouder
- Het Zonnetje in Huis televisieserie - JP (Afl. onbekend, 1994-1996)
- Coverstory televisieserie - Hein Schipper (Episode 1.6, 1993)
- Ha, die Pa!, Aflevering: Plastic droomwereld - Bankemployee (1991)
- Goede tijden, slechte tijden televisieserie - Arthur Franssen (1990)
- Ava & Gabriel - Un historia di amor (1990) - Gov. Van Hansschot
- Vrienden voor het leven televisieserie - Grootvader De Bie (Afl. onbekend, 1991-1993)
- Trouble in Paradise (1989) - Anton Meyer
- Spijkerhoek televisieserie - Derks (26 afl., 1989-1993)
- Rust roest televisieserie - Adjudant (1989)
- Medisch Centrum West - Theo Kruiswijk (1988)
- Kop in de wind (televisiefilm, 1987) - Rol onbekend
- Op hoop van zegen (1986) - Veldwachter 1
- Armoede televisieserie - Marinus de Corte (1982)
- Come-Back (1981) - Arts
- Doodzonde (1978) - Projectontwikkelaar
- Amsterdam 700 (Mini-serie, 1975) - Burgemeester Keizer

## Hoorspelen
- Tijl Uilenspiegel
- Bitterzoet bed
- Duel met de kardinaal
- Profeet zonder vaderland
- Pieter en het treintje naar de sterren
- Knelpunten
- Gloriant
- Barend
- De Oerhamlet
- Vanden winter ende vanden somer
- Gezang van de Lusitaanse bullebak
- Karel ende Elegast
- Joël
- De nacht dat Samuel terugkwam
- Ballingen
- De kopermijn
- Joseph Fouché
- Moord of geen moord
- De generaal
- Onder toezicht
- Den spyeghel der salicheyt van Elckerlyc
- Hollands Glorie
- Pornografia
- Attentie voor Roger West
- Buitelkruid
- Het schotschrift
- Reisdoel menselijk brein
- Vijf gemaskerde mannen
- Waarvan akte
- De grote fuga
- De legende van Koning Arthur
- De maansteen
- In de greep van de angst
- Wie zwijgt, stemt toe
- Brokken
- De koorddansers
- De vergadering wordt geschorst
- Het Janussyndroom
- Kaddisj voor Schwartz
- De Cock en de dode harlekijn
- Jimsy’s kerstfeest
- We zijn midden in de operatie
- Schateiland

- International Standard Name Identifier: 0000 0003 9573 5984
- Nederlandse Thesaurus van Auteursnamen: 072375531
- Virtual International Authority File: 290500361